# Natriumsesquicarbonaat
Natriumsesquicarbonaat of (tri)natriumwaterstofdicarbonaat (Na3H(CO3)2), is een natuurlijk zout met E-nummer 500(III) dat voorkomt in de vorm van het dihydraat (Na3H(CO3)2·2H2O) als het mineraal trona en wordt ontgonnen in onder meer de Verenigde Staten (Owens Lake en Searles Lake) en in Kenia (Lake Magadi). Het is een dubbelzout van natriumcarbonaat en natriumbicarbonaat (NaHCO3·Na2CO3).

## Synthese
De stof kan gesynthetiseerd worden uit natriumcarbonaat en een kleine overmaat natriumbicarbonaat.

## Toepassingen
Natriumsesquicarbonaat wordt gebruikt in de industrie om zure uitlaatgassen zoals waterstofchloride en zwaveldioxide te absorberen:
{\displaystyle {\ce {2 Na2CO3*NaHCO3*2 H2O + 3 SO2 -> 3 Na2SO3 + 4 CO2 + 5 H2O}}}
Het gevormde natriumsulfiet wordt daarna geoxideerd tot natriumsulfaat :
{\displaystyle {\ce {6 Na2SO3 + 3 O2 -> 6 Na2SO4}}}